# Лефті Рід
Моріс Г. «Ле́фті» Рід (англ. Maurice H. "Lefty" Reid; 25 вересня 1927; Пітерборо (Онтаріо), Онтаріо, Канада — 15 серпня 2020) — колишній куратор Зали слави хокею, що знаходиться в Торонто, Онтаріо, Канада.
Уродженець міста Пітерборо (Онтаріо), Рід працював в газеті Peterborough Examiner, пізніше переїхав до Торонто, щоб працювати в Toronto Telegram спортивним топологічним редактором. Там ж він почав добровільно допомагати Залі слави хокею, а потім став куратором музею. Спочатку Рід був відповідальний одночасно за Залу слави хокею і за Залу слави спорту Канади. Рід почав пропрацював куратором Зали слави після виходу на пенсію Боббі Х'юїтсона в 1967 і до 1992 року, коли його на цій посаді замінив Скотті Моррісон.
2006 року Ріда було обрано до Зали слави Пітерборо.
Рід брав участь у змаганнях з боулінгу та очолював Раду гравців з боулінгу Онтаріо з 1959 по 1962 роки. Також Рід грав в софтбол протягом 1940-х і до 1960-х на позиції пітчера.